# Gene Austin
Lemeul Eugene Lucas, noto come Gene Austin (Gainesville, 24 giugno 1900 – Palm Springs, 24 gennaio 1972), è stato un cantante statunitense.

## Biografia
Considerato uno dei primi crooner, è nato in Texas ed ha iniziato da ragazzo a suonare il pianoforte esibendosi nel mondo vaudeville. Dopo aver assolto agli obblighi militari, nel 1919 si stabilì a Baltimora iniziando a suonare in diversi locali prima di scrivere How Come You Do Me Like You Do.
Con la Victor Records ha venduto milioni di copie con i suoi singoli, tra i quali spiccano The Lonesome Road, Riding Around in the Rain e Ramona. Il brano My Blue Heaven è tra i singoli più venduti negli Stati Uniti d'America e nel mondo.
Ha composto brani come When My Sugar Walks Down the Street, canzone registrata da Duke Ellington, Nat King Cole, Ella Fitzgerald, Sy Oliver, Johnny Mathis e decine di altri artisti. I suoi brani sono stati cantata da decine di gruppi e interpreti come Louis Armstrong, Don Gibson, Frank Sinatra, Chet Atkins, Bing Crosby, Fats Waller, Eddy Arnold e altri.
Ha lavorato anche come attore negli anni trenta/quaranta, recitando tra l'altro in Sadie McKee, Annie del Klondike, Songs and Saddles e Moon Over Las Vegas.

## Filmografia
- Sadie McKee, regia di Clarence Brown (1934)
- Annie del Klondike (Klondike Annie), regia di Raoul Walsh (1936)
- Trailing Along, regia di Jean Yarbrough (1937)